# Gradina (Cetinje)
Pour les articles homonymes, voir Gradina.
Gradina (en serbe cyrillique: Градина) est un village du sud du Monténégro, dans la municipalité de Cetinje.

## Démographie

### Évolution historique de la population[1]
| 1948 | 1953 | 1961 | 1971 | 1981 | 1991 | 2003 |
| ---- | ---- | ---- | ---- | ---- | ---- | ---- |
| 85   | 91   | 83   | 74   | 54   | 28   | 21   |